# 南匯区

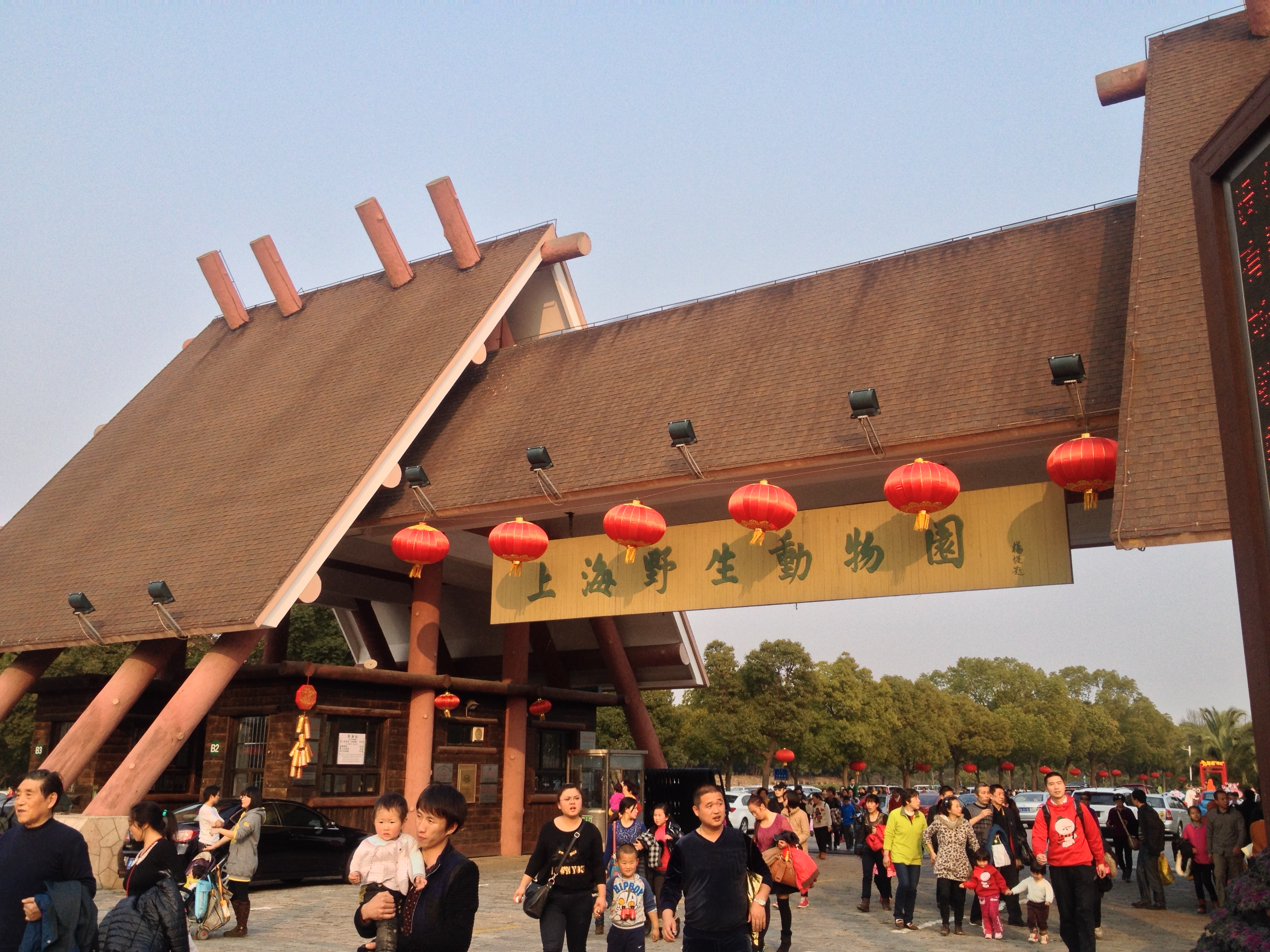
上海野生動物園

南匯区（なんわい-く）は中華人民共和国上海市にかつて存在した市轄区。

## 地理
南匯区は上海東南端に位置し、南は杭州湾、東は東シナ海、北は浦東新区、西は奉賢区と接していた。海岸線の総延長は59.5キロメートル。

## 歴史
区名は長江の水が潮流の影響で南に方向を変え、銭塘江と交匯（混ざる意味）することより命名された。
1386年（洪武19年）、明朝が倭寇に備えるため南匯嘴（現在の恵南鎮）に築城した南匯嘴千戸を前身とする。1726年（雍正4年）、清朝により南匯県に昇格した。当初は江蘇省の管轄であったが、1958年に上海市管轄に移管され、2001年1月9日に市轄区に昇格、南匯区と改称されている。2009年5月6日に廃止となり、隣接する浦東新区に統合された。

## 行政区分
下部に14鎮を管轄した
- 恵南鎮
- 新場鎮
- 大団鎮
- 周浦鎮
- 航頭鎮
- 芦潮港鎮
- 康橋鎮
- 宣橋鎮
- 六灶鎮
- 祝橋鎮
- 泥城鎮
- 書院鎮
- 万祥鎮
- 老港鎮

## 経済
大型コンテナ船に対応すべく、杭州湾海上の水深の深い洋山島を新たな上海港とする構想の下、浚渫工事と埋め立て工事が実施され、2005年末に洋山港が完成・供用された。長さ32.5kmの東シナ海大橋で沖合いの洋山港と結ばれた南匯区の埋立地でも、新都市「臨港新城」の開発が行われるなど積極的な経済建設が進められた。
東シナ海大橋で洋山保税港区と連絡される好立地のため多くの工場が立地していた。代表的な企業としてはドイツのシーメンス、ノルウェーのUNITOR、イタリアのRINTAL SPA、台湾のアスースコンピューター、中国資本の上海祥智紙業合作公司、紙托盤の上海惠麗紙箱工場などが挙げられる。

## 観光地
- 上海野生動物園
- 上海鮮花港